# 中間粗杜父魚
中間粗杜父魚（学名：Asprocottus intermedius）為輻鰭魚綱鮋形目杜父魚亞目淵杜父魚科的其中一種，為淡水魚類，分布於俄羅斯貝加爾湖流域，棲息深度200-800公尺，棲息在底層水域，生活習性不明。